# Jimmy les Mains vives
Jimmy les Mains vives (titre original : Jimmy the Hand) est le troisième tome des Légendes de Krondor, série de fantasy écrite par Raymond Elias Feist. Ce roman, coécrit avec S. M. Stirling, est paru aux États-Unis en 2003 puis a été traduit en français et publié par les éditions Bragelonne en 2015.

## Sources
- Le site officiel de Raymond E. Feist
- Le site des éditions Bragelonne
- Forum Les chroniques de Krondor (inscription requise)